# Grand Parpaillon
Grand Lombard
Le Grand Parpaillon ou le Grand Lombard est un sommet de France dans les Alpes, dans le massif du Parpaillon. Il culmine à une altitude de 2 990 mètres et domine le col du Parpaillon sous lequel passe le tunnel du même nom et qui le sépare du Petit Parpaillon.